# Christoph Ehmann
Christoph Ehmann (* 7. März 1943 in Bielefeld), Staatssekretär i. R., ist ein deutscher Politologe, Bildungsforscher und -administrator.

## Leben
Nach dem Abitur 1962 in Gladbeck und einer dreijährigen Militärdienstzeit studierte Ehmann von 1965 bis 1971 Politikwissenschaft, Völkerrecht und Soziologie in Marburg. Zu seinen akademischen Lehrern gehörte u. a. Wolfgang Abendroth. Während des Studiums engagierte sich Ehmann in der Humanistischen Studentenunion, war 1967/68 AStA-Vorsitzender in Marburg und wurde im Frühjahr 1968 – auf dem Höhepunkt der Studentenunruhen – zum Vorsitzenden des Verbands Deutscher Studentenschaften (VDS) gewählt.   
Nach dem Magister-Examen 1971 arbeitete Ehmann zunächst bei der „Hochschulvereinigung für das Fernstudium“ und für den Deutschen Bildungsrat. 1977 promovierte er bei Frank Deppe über „Fernstudium in Deutschland“ und übernahm anschließend die Leitung der Planungsabteilung der neu gegründeten Fernuniversität Hagen. 1979 wechselte er als Abteilungsleiter zum Bundesinstitut für Berufsbildung in Berlin, war von 1986 bis 1994 Leiter des Amtes für Berufs- und Weiterbildung in der Behörde für Schule, Jugend und Berufsbildung in Hamburg und schließlich von 1994 bis 1997 Staatssekretär im Kultusministerium Mecklenburg-Vorpommern unter Regine Marquardt (SPD).  
Nach der Versetzung in den einstweiligen Ruhestand wirkte Ehmann im Sachverständigenrat Bildung der Hans-Böckler-Stiftung mit (1997–2001) und leitete Forschungsprojekte am Deutschen Jugendinstitut sowie am Deutschen Institut für Erwachsenenbildung.
Seit 1993 hatte Ehmann einen Lehrauftrag für Weiterbildung und außerschulische Jugendbildung an der Philipps-Universität Marburg, die ihn 2004 zum Honorarprofessor ernannte. Von 2003 bis 2017 war Ehmann Generalsekretär des Hochschulnetzwerkes European University Foundation – Campus Europae mit Sitz in Luxemburg.
Seine Frau ist die Gedenkstättenpädagogin Annegret Ehmann.

## Schriften (Auswahl)
- Das Glück bauen – die Welt verändern. Die Stadtplaner und Architekten Bruno Taut und Martin Wagner. Dietz-Verlag, Bonn 2021, ISBN 978-3-8012-0626-0.
- (mit Hermann Rademacker): Schulversäumnisse und sozialer Ausschluss. Vom leichtfertigen Umgang mit der Schulpflicht in Deutschland. Bertelsmann, Bielefeld 2003, ISBN 3-7639-1844-2.
- Bildungsfinanzierung und soziale Gerechtigkeit. Vom Kindergarten bis zur Weiterbildung. Bertelsmann, Bielefeld 2001, ISBN 3-7639-1821-3 (2. Aufl. 2003).
- Rechtliche Situation und Probleme der beruflichen Weiterbildung. Fernuniversität Hagen, Hagen 1987.
- (mit Siegfried Bergner): Kosten und Finanzierung der beruflichen Weiterbildung, Hagen 1986
- Fernstudium in Deutschland. Verlagsgesellschaft Schulfernsehen, Köln 1978, ISBN 3-8025-8003-6

## Ehrungen
- Verdienstorden des Großherzogtums Luxemburg (Kommandeur, 2013)

## Einzelbelege
1. ↑  Stadt Marburg: Steckbriefe "Klasse Kampf - '68 erinnern". Abgerufen am 16. März 2021.

| Personendaten    | Personendaten                                 |
| ---------------- | --------------------------------------------- |
| NAME             | Ehmann, Christoph                             |
| KURZBESCHREIBUNG | deutscher Bildungsforscher und -administrator |
| GEBURTSDATUM     | 7. März 1943                                  |
| GEBURTSORT       | Bielefeld                                     |